# Добровольський Микола Флоріанович

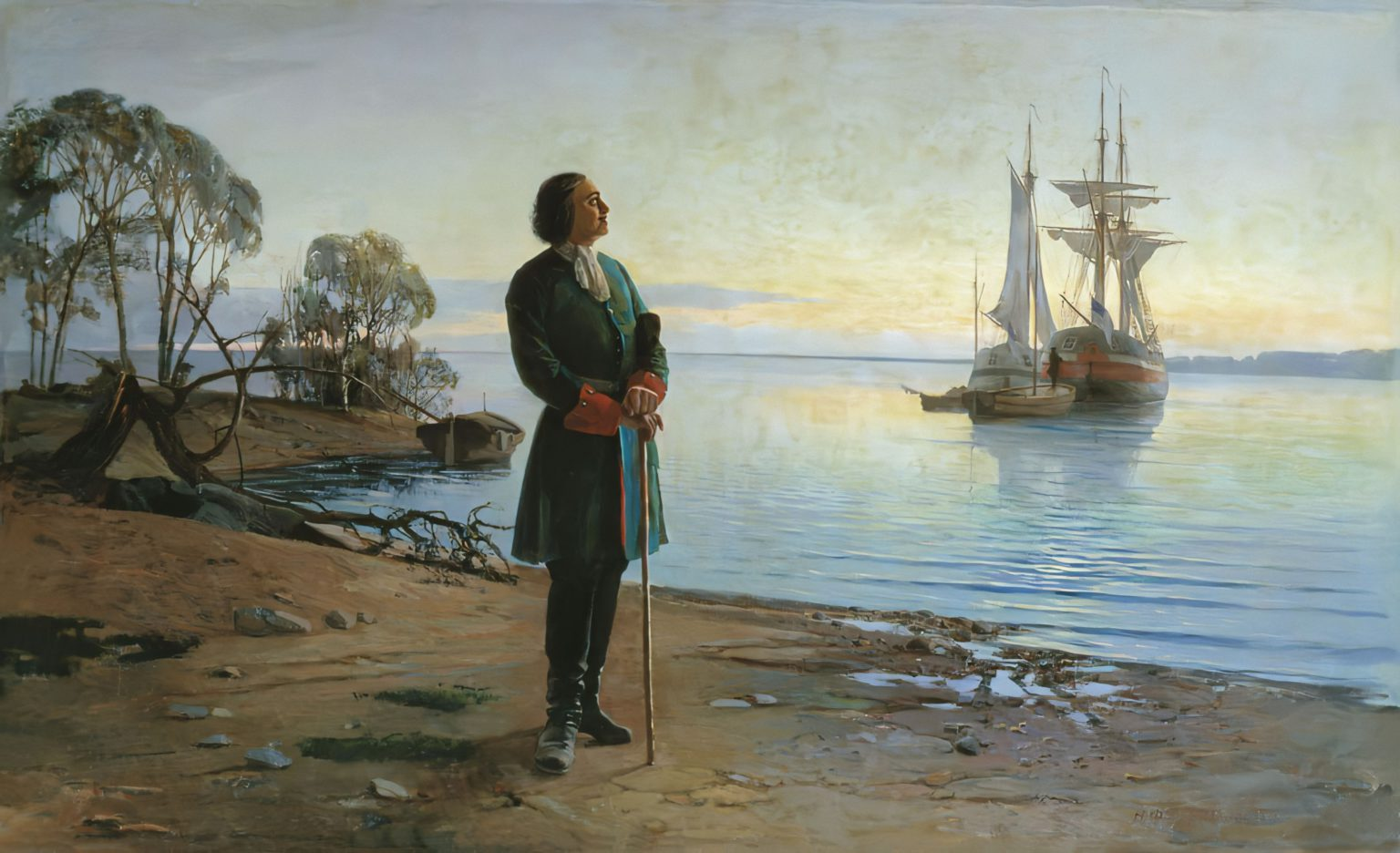
Добровольський М. Ф. «Тут буде місто закладене» (1880)

Добровольський Микола Флоріанович (1837, Тамбовська губернія — † 30 січня (12 лютого) 1900, Петергоф) — російський художник і фотограф.